# Hintere Gubachspitze
Die Hintere Gubachspitze, früher Goupachspitze, (3387 m ü. A.) ist der höchste Berggipfel des Maurerkamms in der Venedigergruppe in Osttirol (Österreich). Sie liegt im Norden des Gemeindegebiets von Prägraten am Großvenediger. Benachbarte Gipfel sind die Vordere Gubachspitze im Südosten und die Westliche Simonyspitze im Nordosten.

## Lage
Das kleine Felshorn der Hinteren Gubachspitze ragt nur wenig aus dem westlich gelegenen Umbalkees hervor, weist jedoch eine mächtige Nordostwand zum östlich gelegenen Simonykees auf. Die Hintere Gubachspitze liegt zwischen der Maurerkammscharte (3371 m ü. A.) im Norden und der Vorderen Gubachspitze im Südosten. Am Gipfel stoßen dabei der Nordgrat, der Westgrat, die Nordostflanke, die Südwestwand und die Nordostwand zusammen, wobei der Südostgrat zur Vorderen Gubachspitze und der Ostsporn zum Simonykees verläuft. Der Ostsporn stellt dabei einen scharfen, kantenartigen Schenkel des Südostgrats dar. Östlich der Hinteren Gubachspitze liegt das hinterste Maurertal, im Südosten das hinterste Umbaltal.

## Geschichte
Die Hintere Gubachspitze wurde erstmals am 1. August 1887 von K. Schulze und Josef Auer über den Nordgrat erstiegen, wobei die Erstbesteiger die Nordwestflanke für den Abstieg nutzten. Am 5. August desselben Jahres diente die Nordwestflanke zudem C. Rößler und Josef Auer erstmals als Anstieg auf die Hintere Gubachspitze. Die Südwestwand wurde am 29. September 1904 erstmals von I. Hechenbleikner, K. Berger und E. Franzelin bezwungen, wobei diese Seilschaft am Südostgrat abstieg. Der Ostsporn dient wiederum am 8. Juli 1926 H. Peterka und H. Mayer als Anstiegsroute. Die Überschreitung des Südwestgrates und der Südwestwand im Abstieg gelang hingegen erst am 27. Juli 1952 F. Bassi und A. Kröll.

## Aufstiegsmöglichkeiten
Der Normalweg auf die Hintere Gubachsitze führt ausgehend von der Essener-Rostocker Hütte auf anfangs markiertem Steig zum Reggentörl, wobei die letzten rund 350 Höhenmeter über den Simonykees führen. Der weitere Anstieg verläuft um den Reggentörlturm herum und unter der Vorderen Gubachspitze sowie dem Südwestgrat der Hinteren Gubachspitze vorbei bis man dessen Nordwestflanke erreicht. Danach erfolgt der Schlussanstieg über den Gletscher und zuletzt in leichter Kletterei über den Südwestgrat zum Gipfel (I).
Der Einstieg über den Südwestgrat (II) erfolgt am tiefsten Gratfuß bei einem Plattenband, wobei aufwärts zunächst ein Überhang erklettert werden muss. Danach folgen weitere Überhänge, die teilweise durch eine Rinne erklettert werden, wobei die Rinne bei einer von zwei Türmen flankierten Gratscharte endet. Nach der Übersteigung des Gratturms folgt ein weiterer Turm, der jedoch auch rechts umgangen werden kann. Danach folgen nur noch einige Seillängen längs der Gratschneide zum Gipfel. Der Aufstieg über die Südwestwand erfolgt vom höchsten Firnwinkel in der Gipfelfalllinie in einer Randkluft und über diese in die Südwestwand, wobei der Aufstieg anfangs durch eine Rinne und dann über Schneefelder und Platten erfolgt. Der Abstieg über die Südwestwand erfolgt durch Rinnen und Kamine eine Seillänge neben dem Gipfel hinab (beide Varianten II). Der Anstieg über den Nordgrat (II) erfordert einen längeren Weg über das Umbalkees, wobei vom Reggentörl aus der Anstieg zum Gratfuß des Südwestgrates (3215 m ü. A.) und weiter nach Nordwesten zu einem flachen Firnboden (3205 m ü. A.) sowie in der Folge in die Maurerkammscharte führt. Von hier aus folgt man dem Nordgrat über einen breiten Firnkamm bzw. große Gneisblöcke bis zum Gipfel. Schwieriger ist der Südostgrat (III-) zu absolvieren, wobei hier der Einstieg vom Reggentörl am Umballkees über die Scharte zwischen den Gubachspitzen erfolgt. Danach folgt der Anstieg dem Südostgrat aufwärts zu einem Überhang, der links durch einen Riss erklettert wird. Danach folgt man einem schmalen Band zum Grat zurück und erklimmt an dessen Schneide den Gipfel. Die schwerste ausgewiesene Variante ist die Ersteigung des Ostsporns (III+). Hierbei wird ausgehend von den Dellacher Keesfleckken der Simonykees begangen und über zahlreiche Spalten der Ostsporn erreicht, der in der Folge über einen überhängenden Riss, einen hornförmigen Zacken sowie festen Blöcken erklettert wird.